# Toyota FCHV
O Toyota FCHV faz parte de uma série protótipos de veículos movido a hidrogênio apresentada pela Toyota a partir de 2001. Em 2007, a empresa japonesa anunciou que o veículo percorreu 560 km durante um único percurso e terminou o trajeto com 30% do hidrogênio ainda no tanque. Apesar dos bons resultados, tais veículos ainda apresentam um alto custo de produção, o que faz com que a empresa esteja mais animada com sua parceria com a Panasonic para fazer carros movidos a baterias de íons lítio, similares às que são utilizados em laptops.